# Swertia kouitchensis
Swertia kouitchensis är en gentianaväxtart som beskrevs av Adrien René Franchet. Swertia kouitchensis ingår i släktet Swertia och familjen gentianaväxter. Inga underarter finns listade i Catalogue of Life.